# بافت شهر احمدآباد
بافت شهر احمدآباد مربوط به دوره آل مظفر به بعد است و در ۵ کیلومتری شمال شهرستان اردکان واقع شده و این اثر در تاریخ ۲ بهمن ۱۳۸۲ با شمارهٔ ثبت ۱۰۸۴۴ به‌عنوان یکی از آثار ملی ایران به ثبت رسیده است.